# Walter Matz
Walter Friedrich Matz, född 23 november 1924 i Tyska Sankta Gertruds församling, Stockholms stad, död 27 april 2006 i Motala församling, Östergötlands län, var en svensk jurist. Han var son till Siegfried Matz.

## Biografi
Matz avlade studentexamen 1946 och juris kandidatexamen vid Stockholms högskola 1951. Efter tingstjänstgöring i Östersysslets domsaga 1953–1955 blev han fiskal i Svea hovrätt 1956, adjungerad ledamot där 1960 och assessor 1962. Matz var tingssekreterare 1958–1961, tillförordnad häradshövding i Västra Hälsinglands domsaga 1963–1973, tillförordnad revisionssekreterare 1971–1972, lagman i Ljusdals tingsrätt 1974–1981 och i Motala tingsrätt 1982–1989. Han blev ledamot av domkapitlet i Linköpings stift 2000. Matz blev riddare av Nordstjärneorden 1968.